# Pavé de Mérignies à Avelin
Der Sektor Pavé de Mérignies à Avelin oder Pavé de la Rosée ist ein 700 Meter langer mit Kopfsteinen gepflasterter Weg, welcher beim Eintagesrennen Paris–Roubaix von Mérignies in Richtung Avelin befahren wird.

## Charakteristik
Der Sektor Pavé de Mérignies à Avelin ist mit der Schwierigkeitsstufe von 2 Sternen ausgezeichnet. Das Kopfsteinpflaster war im ersten Teil in einem guten Zustand. Ab der leichten Rechtskurve steigt der Sektor leicht bis zum Ende hin an. Die Ausfahrt des Sektor befindet sich an der D54C auf Höhe des Weilers Préz.

## Geschichte
Der 700 Meter lange Sektor wurde 1981 und 1982 erstmalig befahren. Danach wurde er erst 1998 wieder befahren und ist seit 2001 fester Bestandteil der Streckenführung. Die Beschaffenheit des Sektors ist gut.

## Bildergalerie

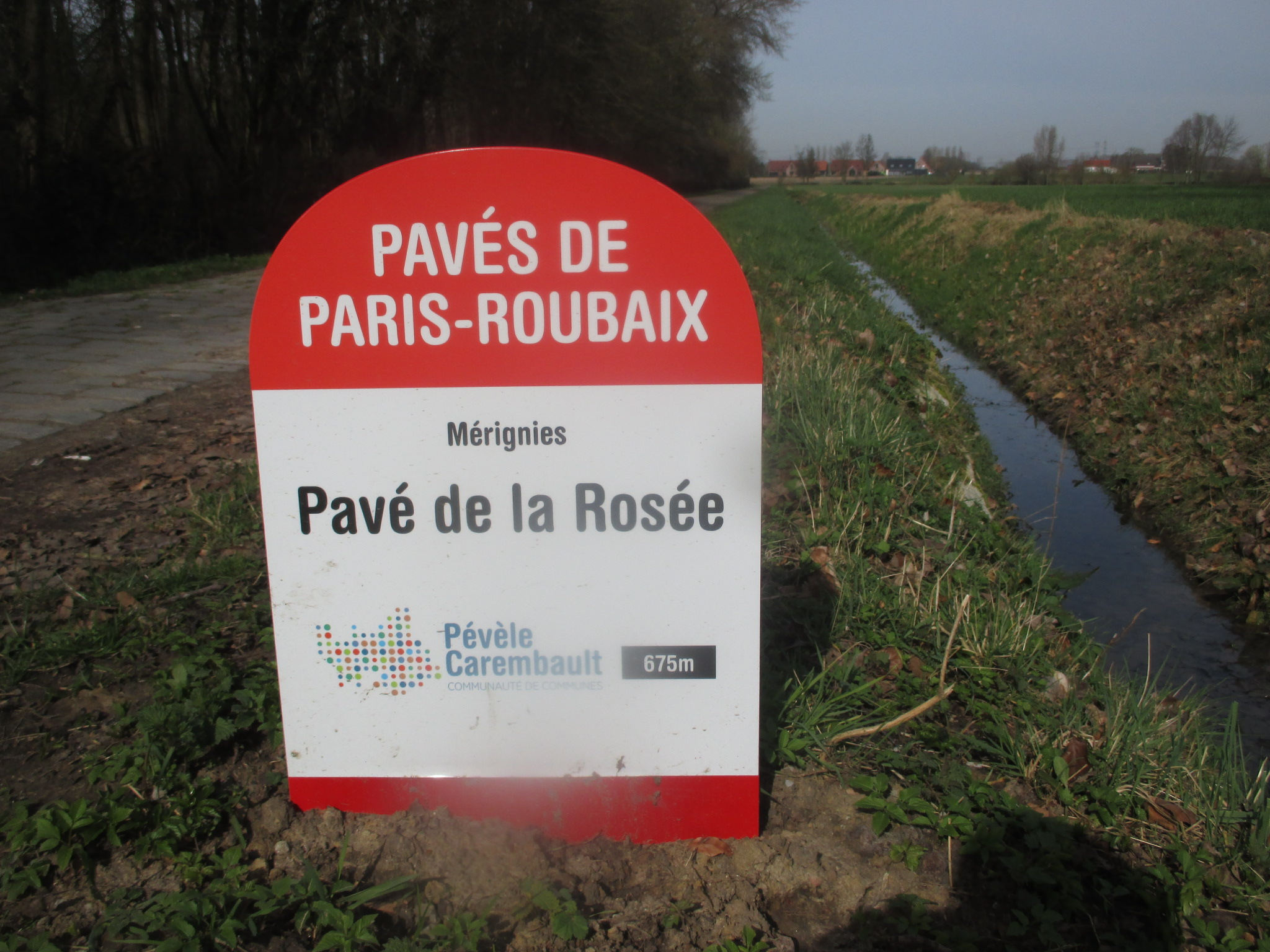
Hinweistafel Beginn Sektor Pavé de Mérignies à Avelin
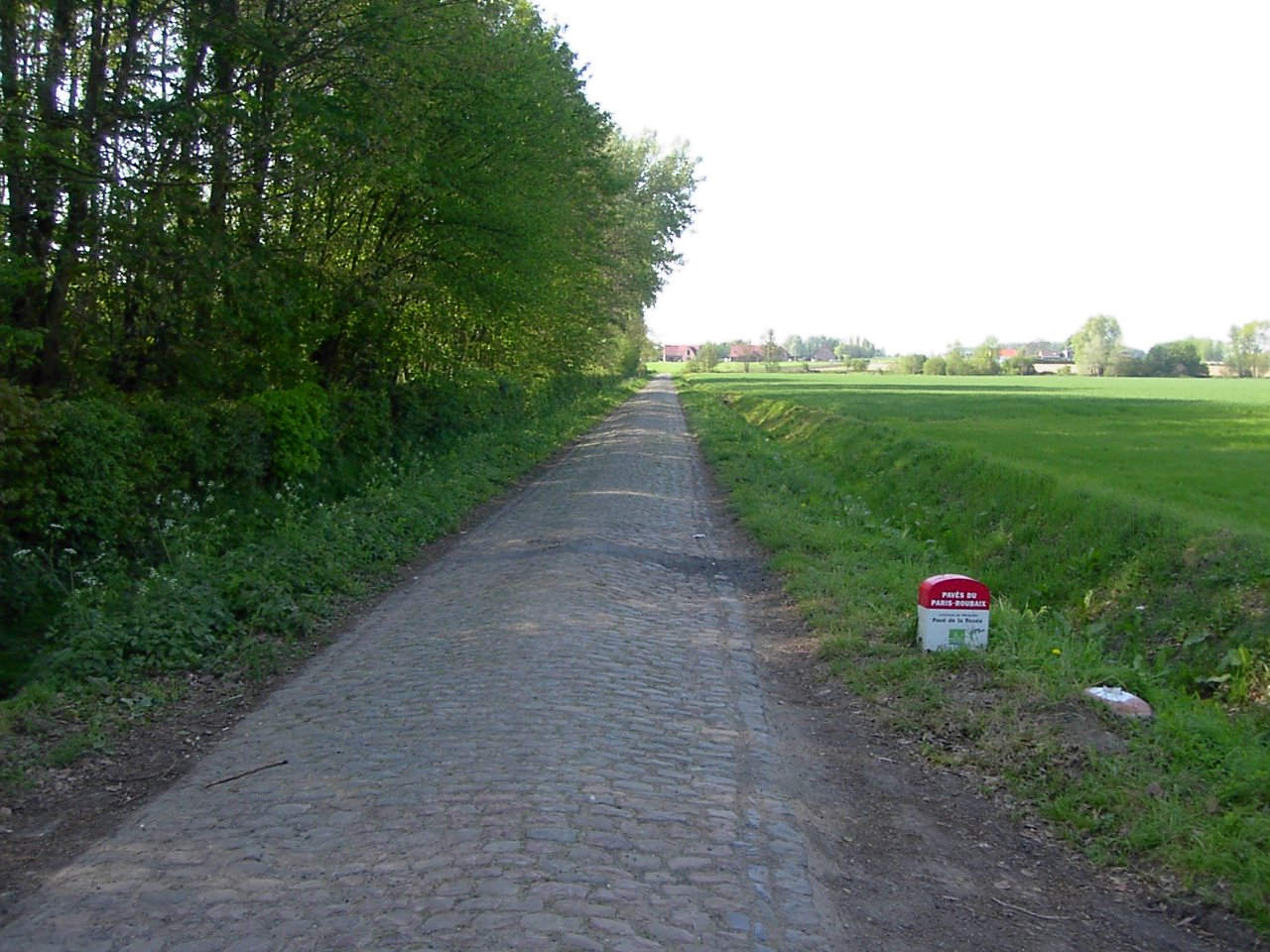
Beginn Sektor Pavé de Mérignies à Avelin
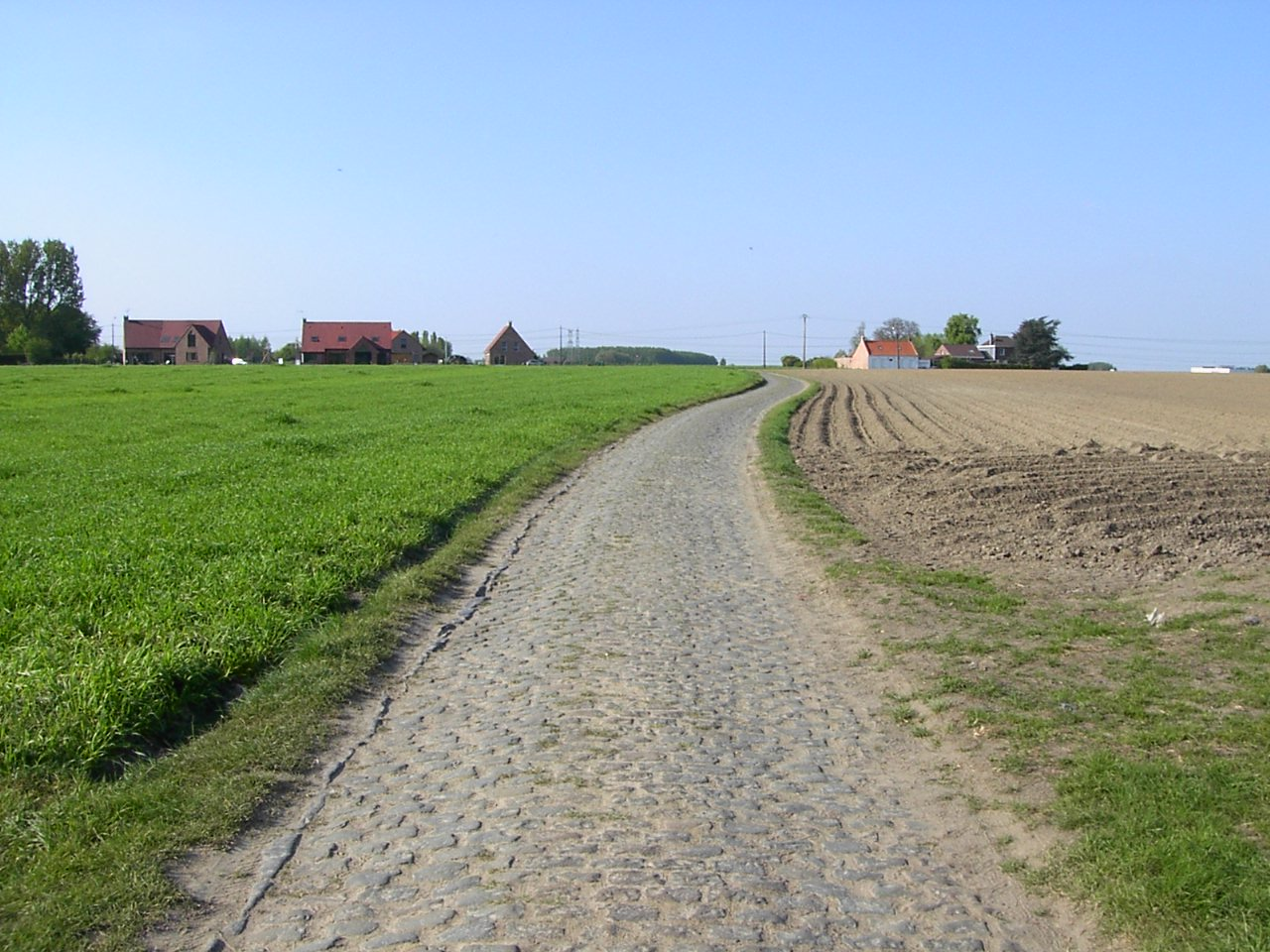
Mitte Sektor Pavé de Mérignies à Avelin
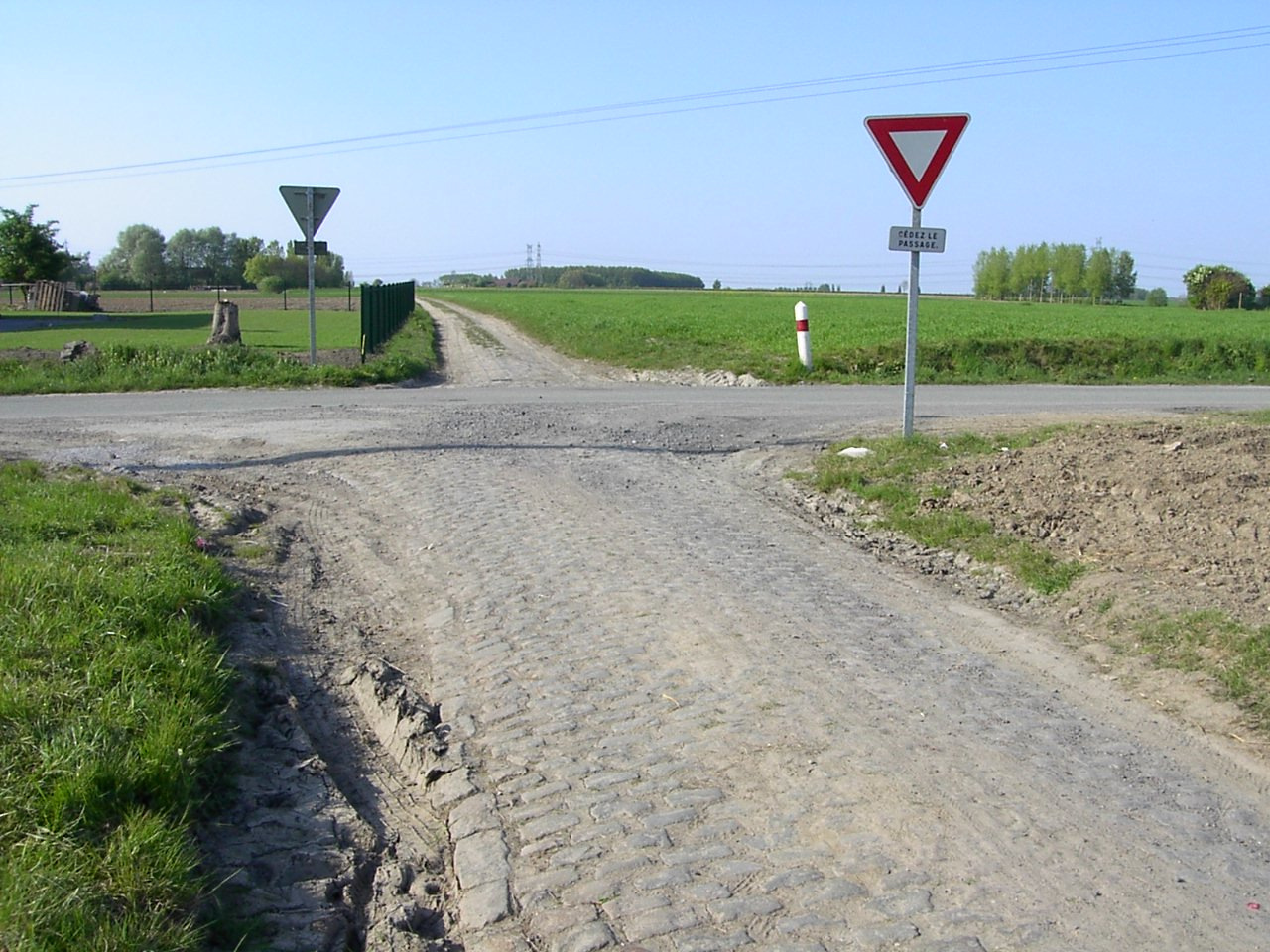
Ende Sektor Pavé de Mérignies à Avelin